# Jozef Šimončič
Jozef „Dodo“ Šimončič (* 1. srpna 1943 Bratislava) je slovenský kameraman.
První experimenty s fotografií a filmováním si vyzkoušel se svými bratranci Igorem a Miloslavem Lutherovými. Studoval a v roce 1970 absolvoval FAMU v Praze. Během studia spolupracoval s Elo Havettou, Jurajem Jakubiskem a dalšími postavami české nové vlny. Významným se pro něho také stala spolupráce s Jurajem Herzem, s kterým také natočil svůj absolventský film Sladké hry minulého léta, který byl úspěšný na MTF Monte Carlo. Mezi jeho slavná díla také patří Ružové sny Dušana Hanáka. Dnes je prezident Asociace slovenských kameramanů (Asociácie slovenských kameramanov).

## Filmografie
- 1969 – Slávnosť v botanickej záhrade
- 1969 – Sladké hry minulého léta (TV)
- 1971 – Petrolejové lampy
- 1972 – Ľalie poľné
- 1972 – Tie malé výlety
- 1975 – Tetované časom
- 1976 – Ružové sny
- 1977 – Zlatá réva
- 1978 – Nie
- 1979 – Rosnička
- 1981 – Pomocník
- 1982 – Čarbanice
- 1982 – Sůl nad zlato
- 1984 – Sladké starosti
- 1985 – Perinbaba
- 1985 – Zabudnite na Mozarta
- 1986 – Cena odvahy
- 1986 – Galoše šťastia
- 1988 – Vlakári
- 1991 – Skús ma objať
- 1993 – Die dumme Augustine (Hloupá Augustína)
- 1997 – Modré z neba
- 1999 – Všichni moji blízcí